# 布洛奈
布洛奈（法語：Blonay）是瑞士联邦西部法语区的沃州下设的一个市镇。在行政上属于滨湖高地区管辖。布洛奈的总面积为16.09平方公里。截至2007年，总人口为5,395。

## 旅游
- 布洛奈-尚比铁路博物馆（法语：Chemin de fer-musée Blonay-Chamby）